# Міклош Дудаш
Міклош Дудаш (українізоване Миколай Дудаш, хресне ім'я Михайло, угор. Dudás Miklós; 27 жовтня 1902, Маріапоч, Австро-Угорщина — 15 липня 1972, Ньїредьгаза, Угорщина) — єпископ Гайдудорозької єпархії Угорської греко-католицької церкви та апостольський адміністратор Мішкольца, апостольський адміністратор Мукачівської греко-католицької єпархії з 11 грудня 1943 по 9 лютого 1946 року, член монашого Чину василіян святого Йосафата.

## Життєпис

### Походження і навчання
Народився в Маріапоч у родині Михайла та Анни. Середню школу розпочав у оо. Міноритів у Нірбаторі (1912—1913) та продовжив в Ужгороді, перебуваючи в конвікті при василіянському монастирі й закінчив її 1920 року. Як тільки розпочалася реформа василіянських монастирів на Закарпатті, він вступив на новіціат на Чернечій Горі в Мукачеве 10 січня 1921 року. Перші обіти склав 14 жовтня 1922 року і переїхав до Галичини на філософію в Лаврові (1922—1923) і Кристинополі (1923—1924). 1924 року виїхав до Риму на богословські студії, проживав у Папській колегії «Ґерманіко-Гунґарікум». Студії закінчив докторатом з богослов'я в Григоріанському університеті (1928). 18 жовтня 1925 року склав професію вічних обітів у Василіянському Чині.

### Священниче і єпископське служіння
8 вересня 1927 року Міклош Дудаш був висвячений на священника. В 1928—1931 роках був вікарієм у монастирі в Малому Березному та професором гуманістики, проводив місії та реколекції. 1931 року був призначений магістром новиків у Мукачево, а 10 вересня 1932 року став ігуменом в Маріапочі, з обов'язками регіонального настоятеля в Угорщині. Заснував василіянську резиденцію в Гайдудороґ та розвинув широку місійну діяльність. Навесні 1937 року на запрошення єпископа Василя Такача виїхав разом із о. Теодором Леґезою на місії до Піттсбургської єпархії в США.
25 квітня 1939 року папа Пій XII призначив Міклоша Дудаша єпископом Гайдудороґа і апостольським адміністратором Мішкольца. 14 травня 1939 року відбулася єпископська хіротонія Міклоша Дудаша, яку уділив титулярний архієпископ Кизика Антоній Папп у співслужінні з титулярним єпископом Гераси Ендре Крістоном і титулярним єпископом Синопи Золтаном Лайошем Меслені.
Після смерті єпископа Мукачівської єпархії Олександра Стойки, у зв'язку із політичною ситуацією, яка склалася (радянські війська стояли «біля воріт» Угорщини), відразу не було можливим призначити туди нового єпископа, тому Святий Престол знайшов тимчасове вирішення проблеми, іменуючи 11 грудня 1943 року апостольським адміністратором Мукачівської греко-католицької єпархії єпископа ординарія Гайдудорозької єпархії о. Міклоша Дудаша ЧСВВ. Фактично був адміністратором до вересня 1944 року, а оскільки перебуваючи у м. Ньїредьгаза не міг вирішувати справ Мукачівської єпархії, то управлінням займався єпископ-помічник (на той час) Теодор Ромжа. Офіційно звільнений від обов'язків у зв'язку зі зміною політичної ситуації в регіоні 9 лютого 1946 року (Архів примаса Естергома).
Брав участь у роботі четвертої сесії Другого Ватиканського собору.
Помер 15 липня 1972 року в м. Ньїредьгаза. Похоронений у Маріапоч.